# 21. srpen
21. srpen je 233. den roku podle gregoriánského kalendáře (234. v přestupném roce). Do konce roku zbývá 132 dní.

## Události

### Česko

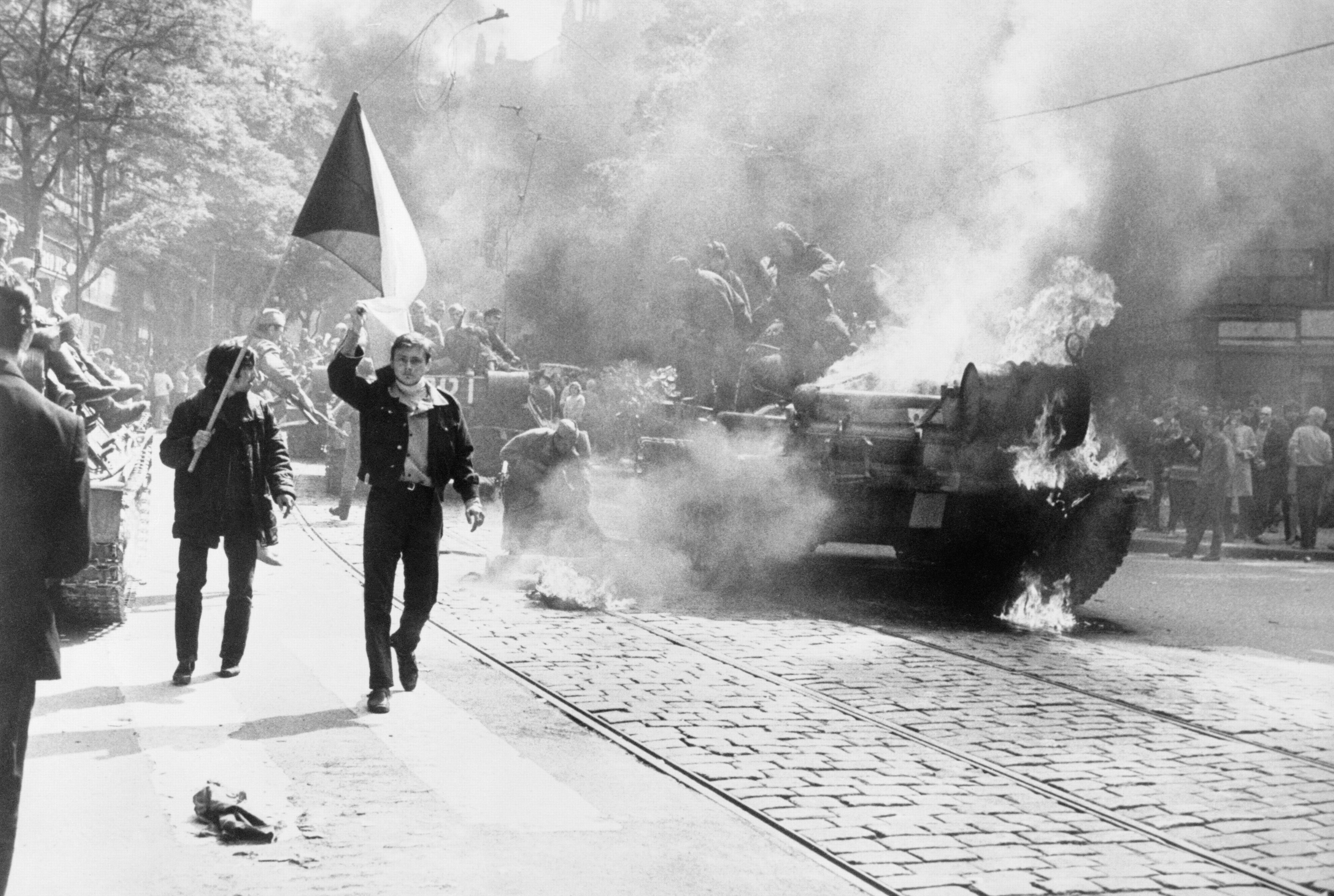
Okupovaná Praha v roce 1968

- 1751 – Marie Terezie vydala Ohňový patent pro celou monarchii.
- 1791 – V pražském Klementinu byla zahájena první výstava průmyslových výrobků na evropské pevnině. Konala se při příležitosti korunovace Leopolda II. českým králem.
- 1968 – Vojenský zásah armád pěti států Varšavské smlouvy (SSSR, Bulharska, MLR, NDR a Polska) v Československu v noci z 20. na 21. srpna, a následná okupace Československa, která zastavila reformní proces pražského jara. V té souvislosti vydáno provolání Všemu lidu ČSSR.
- 1969 – Třídenní demonstrace proti okupantům, při níž zemřelo 5 lidí, byly potlačeny desítkami tisíc členů ozbrojených složek.
- 1973 – Vyšlo Prohlášení Socialistického hnutí československých občanů k 21. srpnu, které odmítalo stávající politiku KSČ a okupaci republiky a vytyčovalo program socialistického a demokratického vývoje.
- 1980 – Při vichřici padla památná lípa Kongresovka v Plasích.
- 1988 – Asi čtyři tisíce lidí se zúčastnily nepovolené demonstrace v Praze u příležitosti 20. výročí srpnových událostí 1968.
- 1989 – Během protestů proti sovětské intervenci z roku 1968 bylo v Praze zatčeno na 320 občanů ČSSR a 56 cizinců, mezi nimi představitelé maďarské opozice Tamás Deutsch a György Kerényi.
- 2007 – Poslanecká sněmovna Parlamentu ČR schválila reformu veřejných financí, která vstoupila v platnost roku 2008.
- 2008 – Oštěpařka Barbora Špotáková zvítězila na Letních olympijských hrách v Pekingu v novém českém a evropském rekordu.
- 2012 – V Kohoutovicích hořel pařez a stal se předmětem internetového memu.
- 2013 – Prezident Miloš Zeman navrhl na post ústavního soudce Jana Sváčka, kontroverzní figuru s vazbami na pražské lobbisty. Senát návrh zamítl.

### Svět

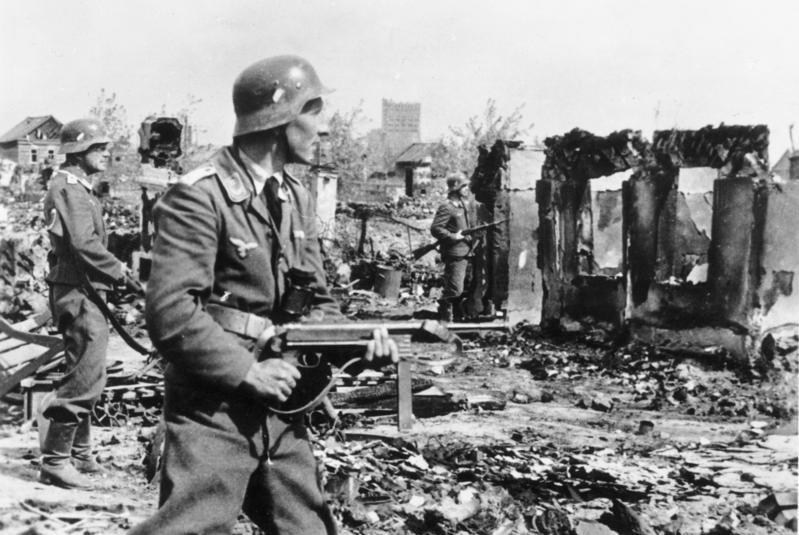
Vojáci Wehrmachtu v bitvě u Stalingradu (1942)

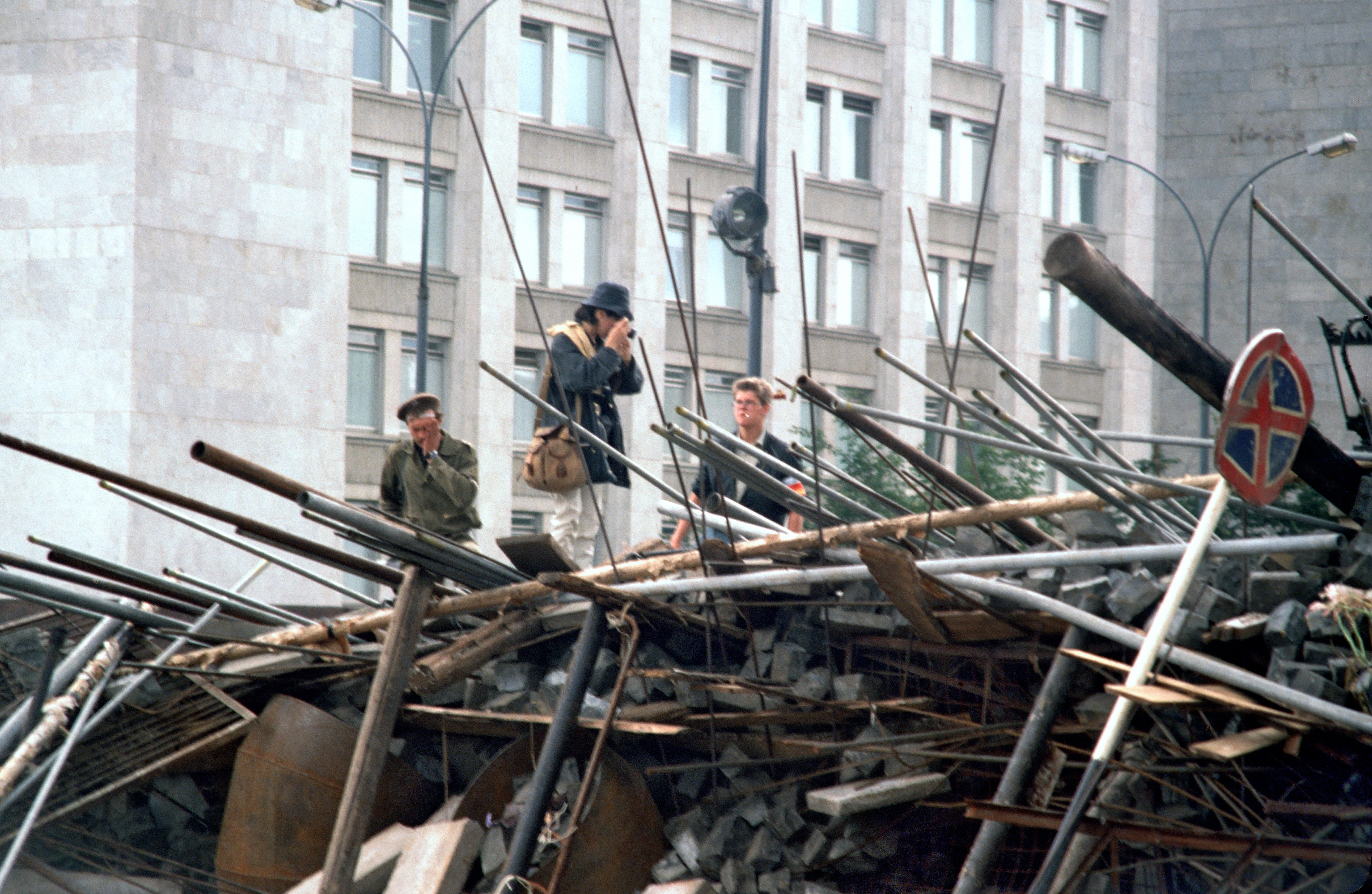
Barikáda v Moskvě v roce 1991

- 1192 – Joritomo Minamoto se stal šógunem a skutečným vládcem Japonska.
- 1264 – Po čtyřech letech skončila v Mongolské říši občanská válka a Velkým chánem se stal Kublaj.
- 1331 – Král Štěpán Uroš III. Dečanský se vzdal svému synovi Dušanovi, který se stal jeho nástupcem na srbském trůnu.
- 1415 – Pod vedením Jindřicha Mořeplavce dobyli Portugalci severoafrickou Ceutu.
- 1673 – Třetí anglo-nizozemská válka: Michiel de Ruyter porazil výrazně silnější anglo-francouzské loďstvo v bitvě u Texelu.
- 1680 – Pueblané obsadili Santa Fe.
- 1770 – James Cook formálně prohlásil východní Austrálii za britskou a pojmenoval ji Nový Jižní Wales.
- 1751 – Marie Terezie vydala Ohňový patent pro celou monarchii.
- 1772 – Král Gustav III. Švédský dokončil státní převrat přijetím nové ústavy, čímž ukončil půl století trvající vládu parlamentu ve Švédsku, a ustavil se osvíceným samovládcem.
- 1778 – Americká válka za nezávislost: Britské síly zahájily obléhání francouzské základny u Pondichéry.
- 1808 – Bitva u Vimeiro: Britské a portugalské síly vedené generálem Arthurem Wellesleyem z Wellingtonu porazily francouzské síly vedené generálem Junotem u portugalské vsi Vimeiro, čímž dosáhly prvního britsko-portugalského vítězství ve španělské válce za nezávislost.
- 1821 – Britská loď Eliza Frances objevila v Tichém oceánu Jarvisův ostrov.
- 1831 – Začalo povstání Nata Turnera v Southampton County ve Virginii.
- 1883 – Tornádo zasáhlo Rochester v Minnesotě, což vedlo k vytvoření Kliniky Mayo.
- 1859 – Ministr vnitra Rakousko-Uherska Alexander Bach byl odvolán z funkce.
- 1888 – Ve Spojených státech byl patentován první sčítací stroj W. S. Burroughse.
- 1911 – Mona Lisa, olejomalba od Leonarda da Vinciho, byla ukradena z muzea Louvre v Paříži.
- 1914 – První světová válka: Začala bitva u Charleroi – úspěšný německý útok přes řeku Sambre, který předznamenal francouzskou ofenzívu v oblasti.
- 1918 – První světová válka: Začala druhá bitva na Sommě.
- 1942
  - Druhá světová válka: Na hoře Elbrus byla vztyčena vlajka nacistického Německa.
  - Začala bitva u Stalingradu, v níž Rudá armáda dobyla historické vítězství.
- 1944 – Druhá světová válka: Kanadské a polské jednotky obsadily strategicky významné město Falaise ve francouzském Calvadosu.
- 1968 – Při nehodě autobusu s Orchestrem Karla Duby zahynulo v Mongolsku šest členů orchestru.[1]
- 1986 – Tragédie u jezera Nyos – náhlý výron oxidu uhličitého zabil v okolí jezera Nyos více než 1800 lidí.
- 1987 – Ve Spojených státech měl premiéru film Hříšný tanec.
- 1991 – Puč proti Michailu Gorbačovovi ztroskotal poté, co většina vojáků zachovala loajalitu sovětskému vůdci.

## Narození
Automatický abecedně řazený seznam viz Kategorie:Narození 21. srpna

### Česko
- 1858

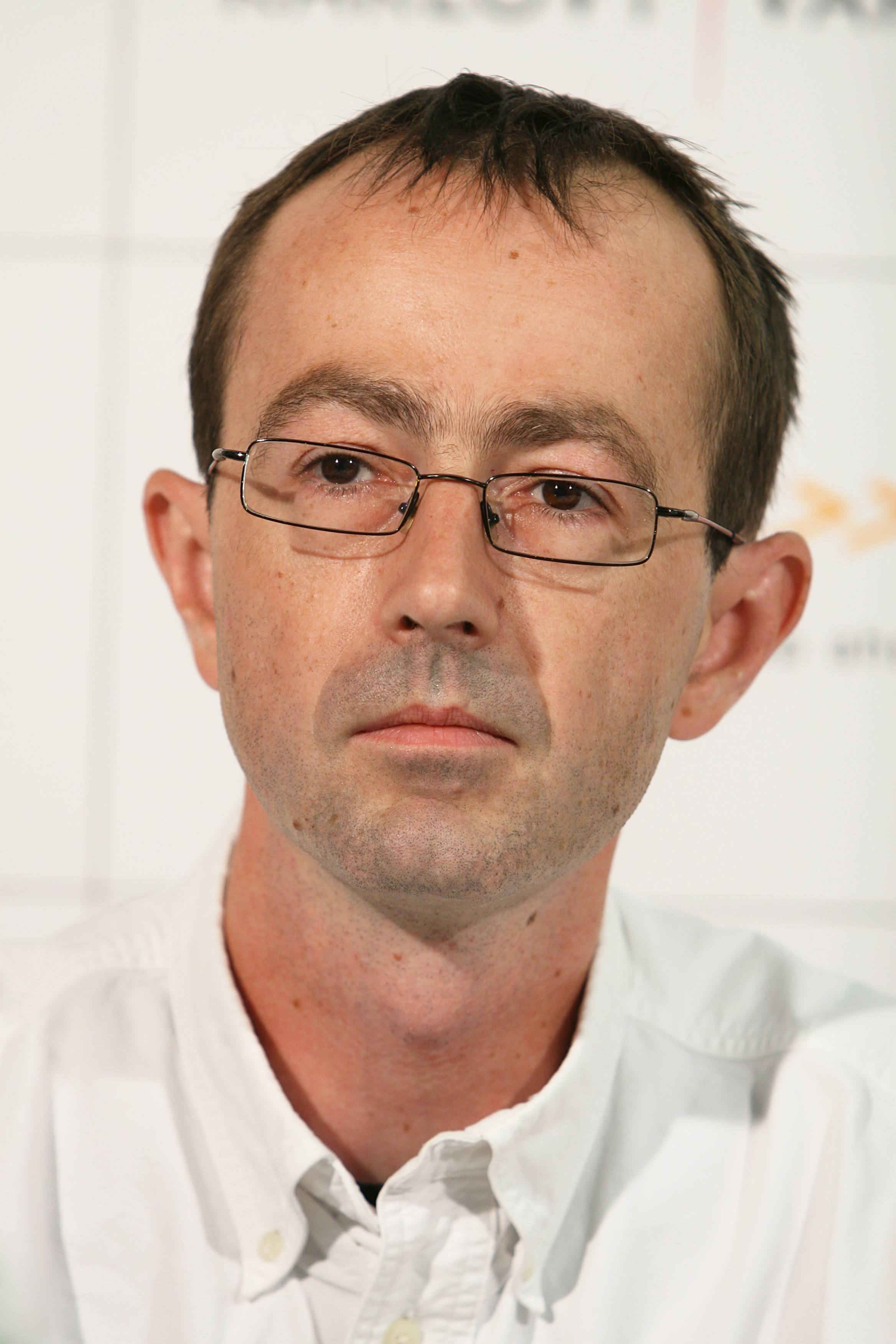
Petr Zelenka (* 1967)

  - František Krejčí, psycholog, filozof a politik († 24. května 1934)
  - Václav Šturc, první předseda Komunistické strany Československa († 21. února 1939)
- 1860 – Heřman Janda, politik († 31. května 1904)
- 1861 – Michal Navrátil, právník, autor životopisných a místopisných publikací († 3. října 1931)
- 1862 – Bohumil Zahradník-Brodský, prozaik († 26. listopadu 1939)
- 1863 – August Hackel, právník a politik německé národnosti († 14. prosince 1932)
- 1878 – František Vácha, starosta Pardubic, poslanec a senátor († 22. listopadu 1965)
- 1881 – Marie Antonína Kratochvílová, mučednice z 2. světové války († 2. října 1942)
- 1883 – František Hodáč, politik, ekonom, otec herečky Nataši Gollové († 10. května 1943)
- 1884 – Bohumil Kubišta, malíř, grafik a výtvarný teoretik († 27. listopadu 1918)
- 1892 – Julie Moschelesová, geografka († 7. ledna 1956)
- 1895 – Marie Magda Rezková, odbojářka († 25. června 1982)
- 1900 – Viktor Kaufmann, lékař, odbojář († 26. února 1945)
- 1907 – Josef Böhm, geodet a kartograf († 19. srpna 1993)
- 1910 – Václav Bouška, fotbalový reprezentant († 20. září 1975)
- 1926 – Pavel Brázda, výtvarník († 17. prosince 2017)
- 1927 – Ladislav Helge, režisér a scenárista († 31. ledna 2016)
- 1928 – Zdeněk Lukáš, skladatel († 13. července 2007)
- 1929 – Jiří Bielecki, výtvarník († 10. března 2000)
- 1933 – Jaromír Johanes, ministr zahraničních věcí ČSSR
- 1934 – Vladimír Fišer, herec, hlasatel a dabér († 11. prosince 2015)
- 1940 – Jan Wanner, historik
- 1944 – Marian Karel, sklářský výtvarník, sochař
- 1950 – Rudolf Tecl, historik a archivář († 30. června 2005)
- 1952 – Jiří Paroubek, bývalý premiér ČR a bývalý předseda ČSSD
- 1958 – Petr Rada, fotbalista a fotbalový trenér
- 1959 – Jiří Lála, hokejový útočník
- 1967 – Petr Zelenka, dramatik, scenárista a režisér
- 1968 – Michaela Kudláčková, herečka
- 1973 – Filip Blažek, herec
- 1996 – Karolína Muchová, tenistka
- 1999 – Natalie Schwamová, pianistka

### Svět

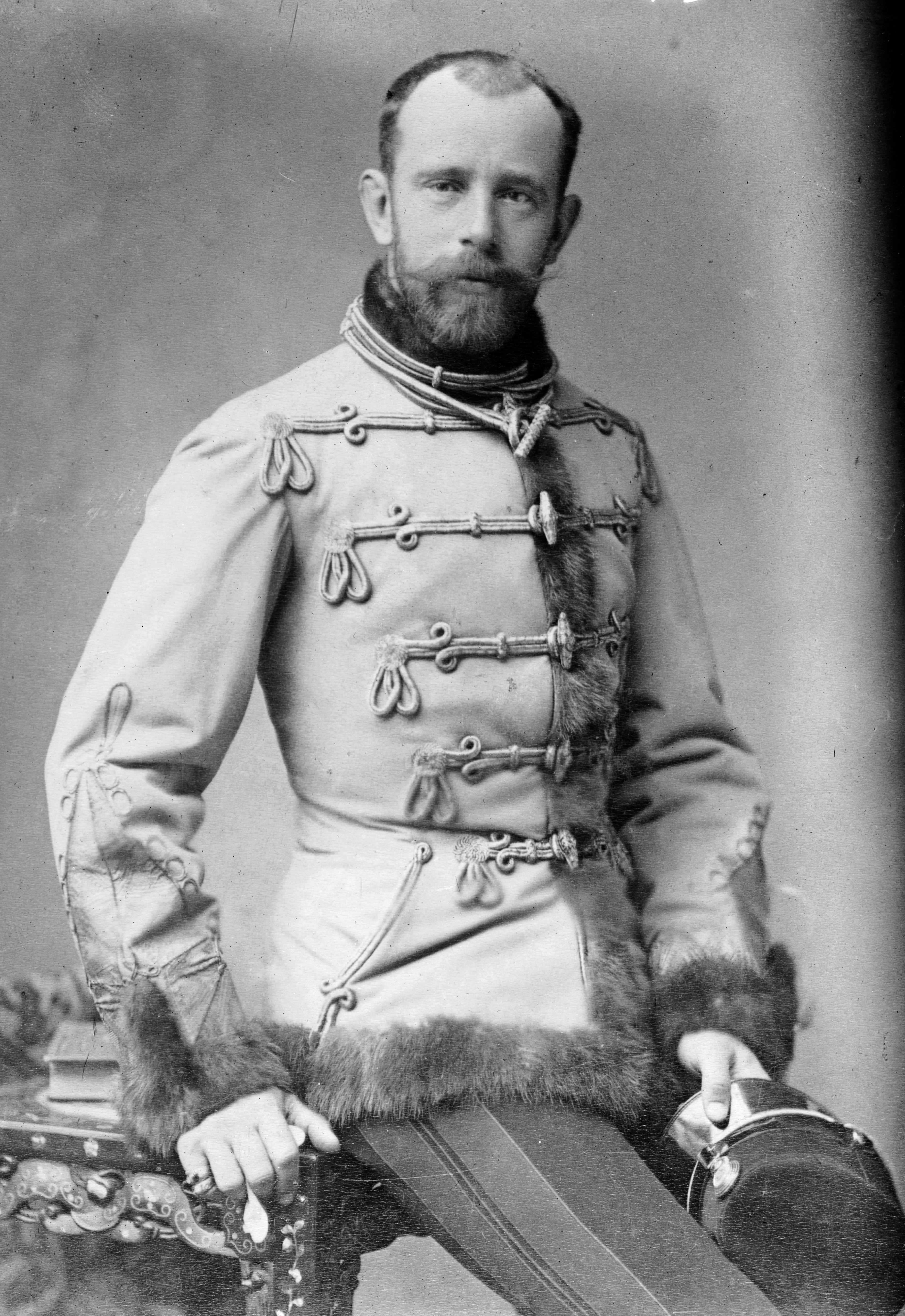
Korunní princ Rudolf (* 1858)

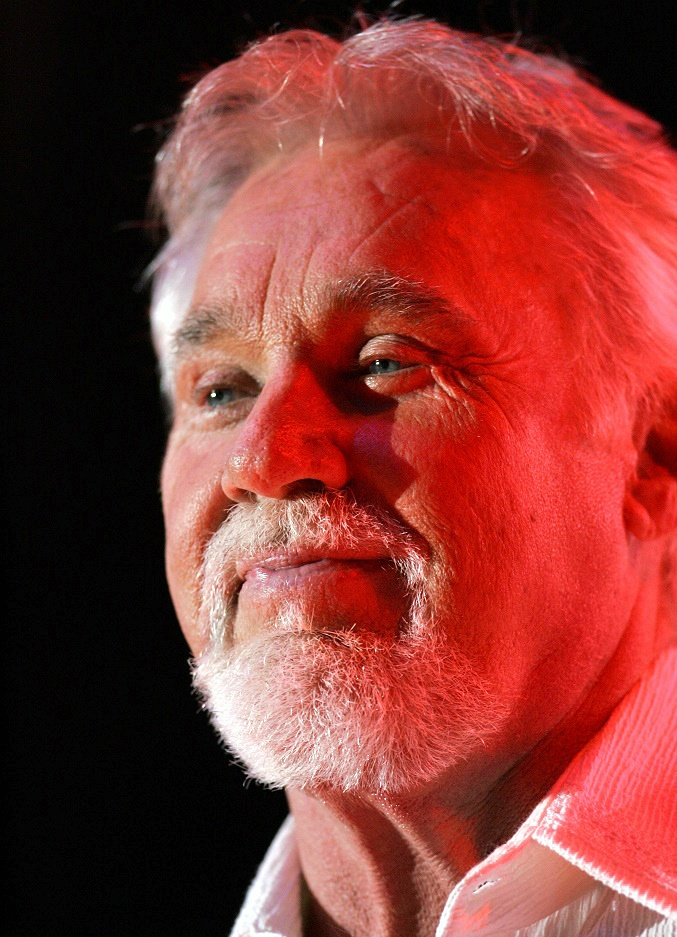
Kenny Rogers (* 1938)

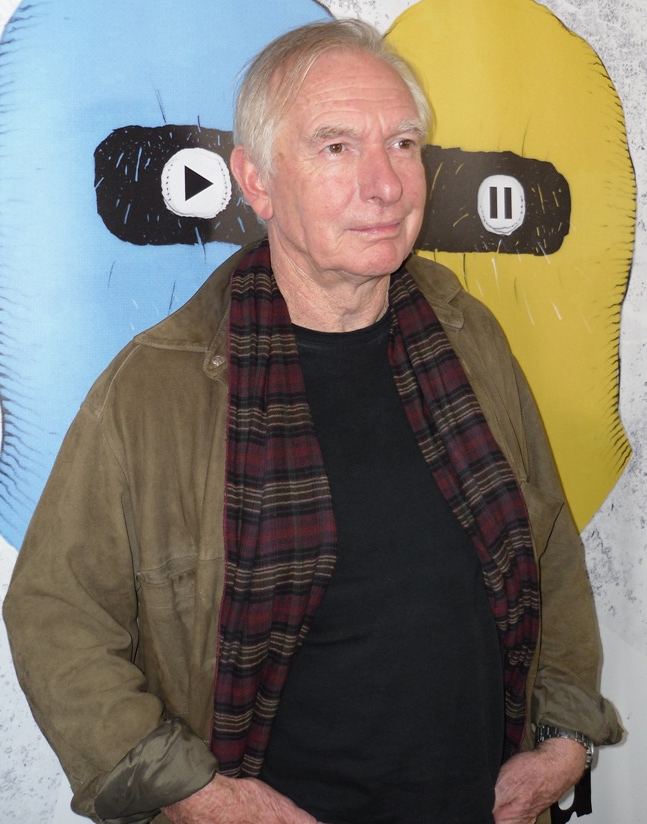
Peter Weir (* 1944)

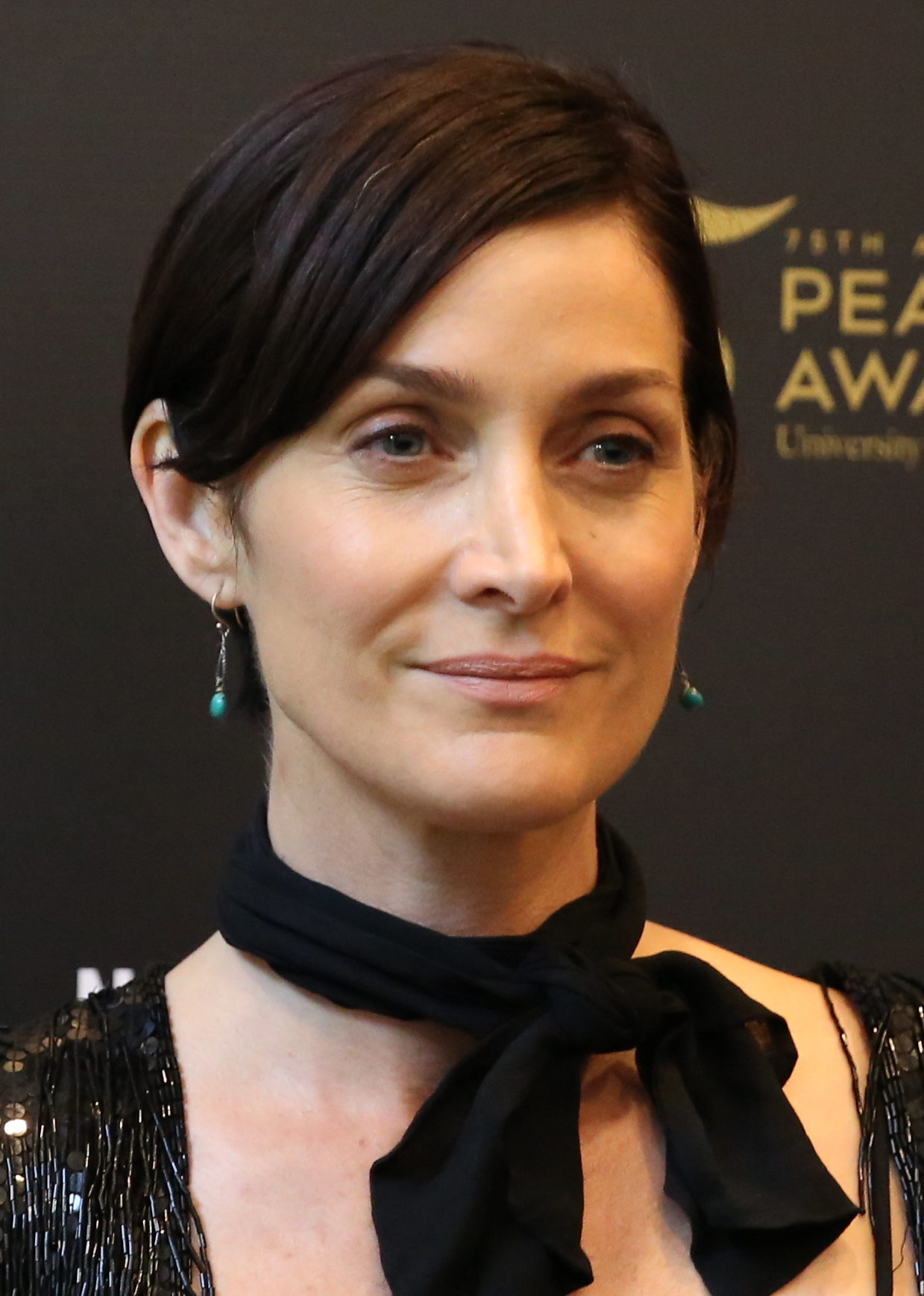
Carrie-Anne Mossová (* 1967)

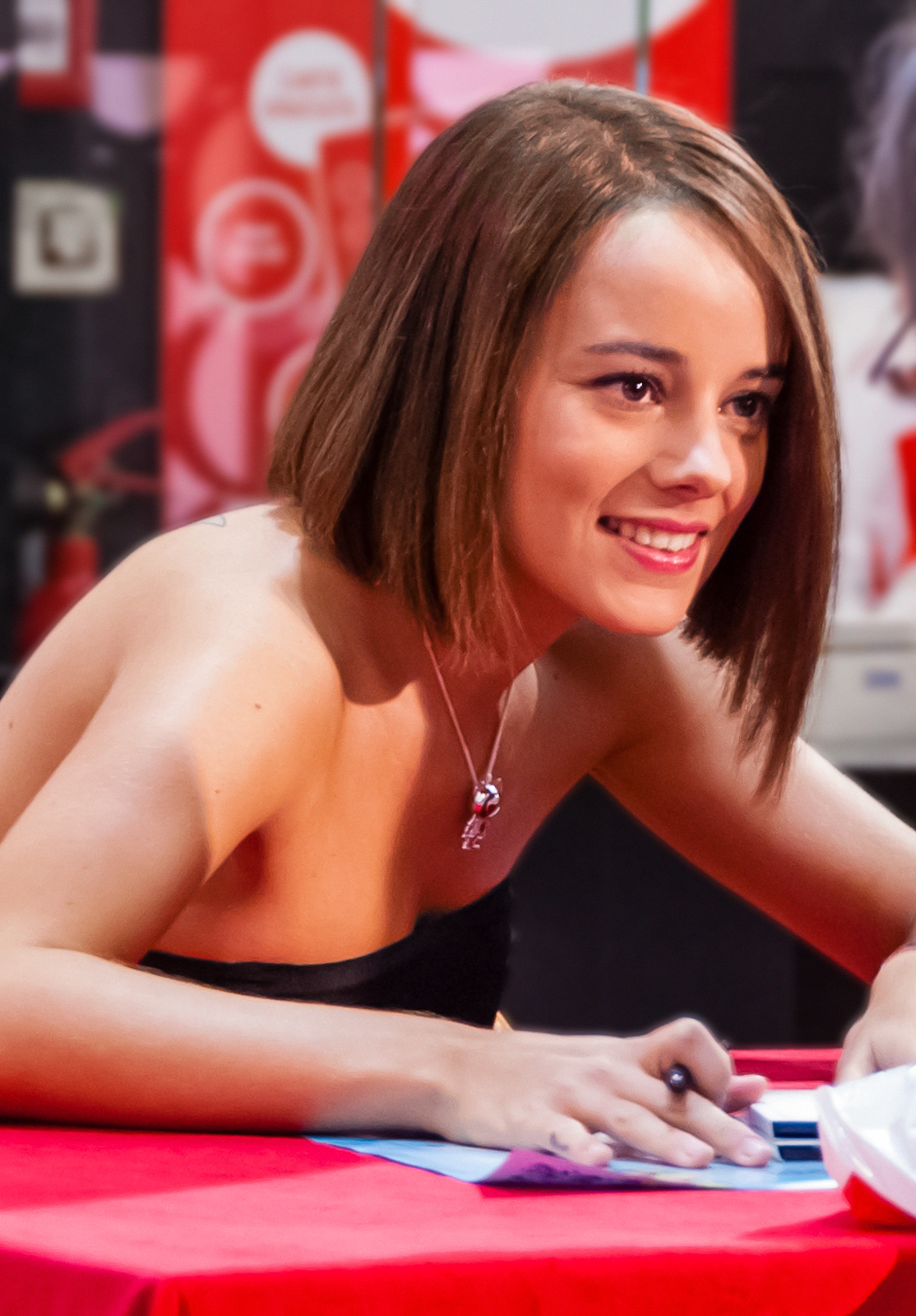
Alizée (* 1984)

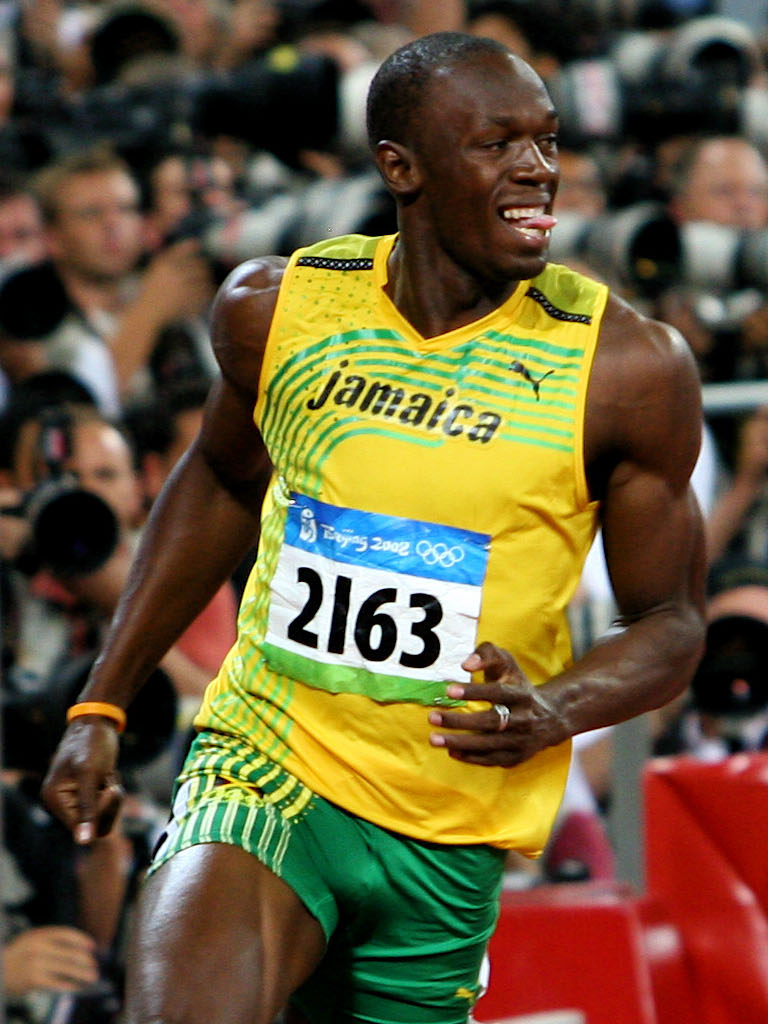
Usain Bolt (* 1986)

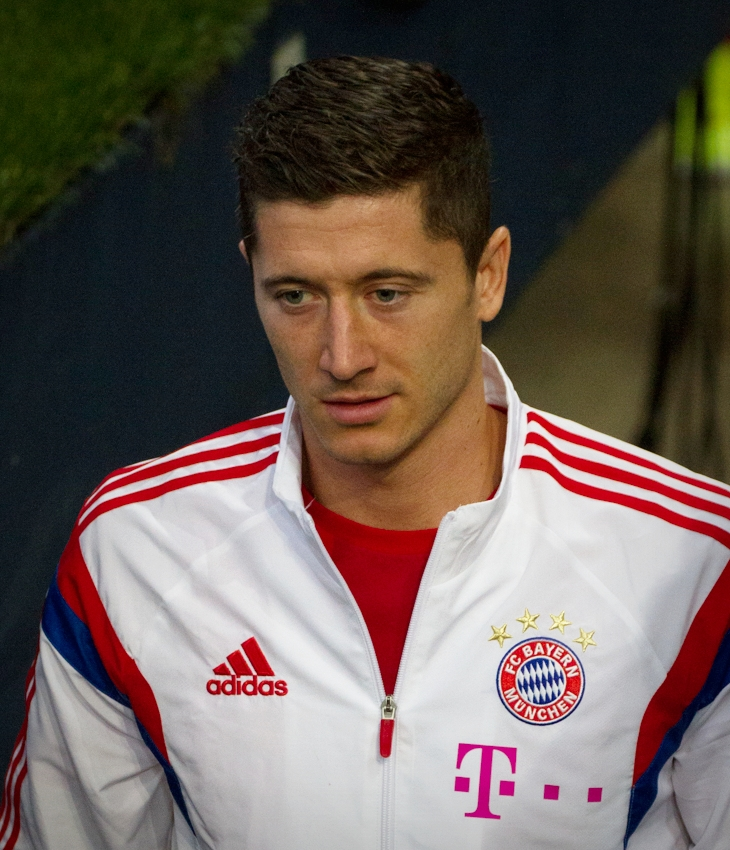
Robert Lewandowski (* 1988)

- 1165 – Filip II. August, francouzský král († 14. července 1223)
- 1567 – Svatý František Saleský, ženevský biskup († 28. prosince 1622)
- 1583 – Eleonora Pruská, pruská princezna, braniborská kurfiřtka († 9. dubna 1607)
- 1611 – Parhez Banu Begum, nejstarší dcera mughalského císaře Šáhdžahána († cca 1675)
- 1643 – Alfons VI. Portugalský, portugalský král († 12. září 1683)
- 1670 – James Fitzjames, vévoda z Berwicku, anglický vojevůdce, levoboček krále Jakuba II. († 12. červen 1734)
- 1671 – Rinaldo Ranzoni, italský zlatník vrcholného baroka v Praze († 7. června 1737)
- 1735 – Tobias Furneaux, anglický mořeplavec († 19. září 1781)
- 1752 – Jacques Roux, francouzský duchovní a revolucionář († 10. února 1794)
- 1757 – Gustaf von Paykull, švédský ornitolog a entomolog († 28. ledna 1826)
- 1765 – Vilém IV., král Spojeného království († 20. června 1837)
- 1767 – Josef Václav z Lichtenštejna, rakouský duchovní a generál († 30. července 1842)
- 1780 – Jernej Kopitar, slovinský jazykovědec a buditel († 11. srpna 1844)
- 1789 – Augustin Louis Cauchy, francouzský matematik († 23. května 1857)
- 1793 – Dorothea von Biron, poslední kuronská princezna († 19. září 1862)
- 1798 – Jules Michelet, francouzský historik († 9. února 1874)
- 1813 – Josef Groll, bavorský sládek, tvůrce piva plzeňského typu († 22. října 1887)
- 1821 – Svatý Ondřej Kim Tegon, korejský mučedník († 16. září 1846)
- 1826 – Carl Gegenbaur, německý anatom († 14. června 1903)
- 1845 – William Healey Dall, americký přírodovědec († 27. března 1927)
- 1852 – Günther Viktor Schwarzburský, poslední kníže Schwarzbursko-Rudolstadtský († 16. dubna 1925)
- 1853 – Émile Mayade, francouzský automobilový závodník († 18. září 1898)
- 1858
  - Maxim Petrovič Dmitrijev, ruský fotograf († 1948)
  - Korunní princ Rudolf, syn rakouského císaře Františka Josefa I. a císařovny Alžběty († 30. ledna 1889)
- 1862 – Emilio Salgari, italský spisovatel († 25. dubna 1911)
- 1866 – František Salvátor Rakousko-Toskánský, rakouský arcivévoda a generál († 20. dubna 1939)
- 1871 – Leonid Nikolajevič Andrejev, ruský spisovatel a dramatik († 12. září 1919)
- 1872 – Aubrey Beardsley, anglický secesní kreslíř a ilustrátor († 16. března 1898)
- 1877 – Petar Pecija Petrović, chorvatský spisovatel († 9. ledna 1955)
- 1882 – Franz Kruckenberg, německý železniční konstruktér († 19. června 1965)
- 1890 – Vladimír Velecký, slovenský velkostatkář a partyzán († 8. listopadu 1951)
- 1893 – Bugs Moran, chicagský gangster († 25. února 1957)
- 1897 – Kósaku Ariga, admirál japonského císařského námořnictva († 7. dubna 1945)
- 1904 – Count Basie, jazzový hudebník, kapelník a skladatel († 26. dubna 1984)
- 1912 – Toe Blake, kanadský hokejista († 17. května 1995)
- 1917 – Leonid Hurwicz, americký ekonom a matematik, nositel Nobelovy ceny († 24. června 2008)
- 1919 – Mario Bunge, argentinský filozof, fyzik a profesor († 25. února 2020)
- 1921 – Reuven Feuerstein, izraelský psycholog († 29. dubna 2014)
- 1924 – Arthur Janov, americký psycholog († 1. října 2017)
- 1926 – Marian Jaworski, ukrajinský kardinál († 5. září 2020)
- 1927 – Wilhelm Killmayer, německý hudební skladatel († 20. srpna 2017)
- 1928
  - Chris Brasher, britský olympijský vítěz v běhu na 3000 metrů překážek († 28. února 2003)
  - Art Farmer, americký trumpetista († 4. října 1999)
- 1929 – Vjačeslav Vsevolodovič Ivanov, ruský filolog a indoevropeista († 7. října 2017)
- 1930 – Margaret, hraběnka ze Snowdonu, mladší sestra královny Alžběty II. († 9. února 2002)
- 1934 – John Hall, americký fyzik, nositel Nobelovy ceny
- 1936
  - Wilt Chamberlain, jediný basketbalista, který dokázal nastřílet 100 bodů za jediný zápas († 12. října 1999)
  - Feliciano Rivilla, španělský fotbalista († 6. listopadu 2017)
- 1937 – Robert Stone, americký spisovatel a scenárista († 10. ledna 2015)
- 1938 – Kenny Rogers, americký zpěvák country († 20. března 2020)
- 1939
  - Festus Mogae, prezident Botswany
  - James Burton, americký kytarista
- 1940 – Endre Szemerédi, maďarský matematik
- 1942
  - Thomas Cavalier-Smith, britský profesor evoluční biologie († 19. března 2021)
  - Maria Kaczyńska, manželka polského prezidenta Lecha Kaczyńského († 10. dubna 2010)
- 1943 – Patrick Demarchelier, francouzský módní a portrétní fotograf († 31. března 2022)
- 1944
  - Peter Weir, australský filmový režisér
  - František Chovanec, slovenský fotbalista
- 1945 – Basil Poledouris, americký skladatel filmové hudby († 8. listopadu 2006)
- 1947 – Marián Lapšanský, slovenský hudebník
- 1951
  - Cecilie Løveidová, norská spisovatelka
  - Garegin II., patriarcha Arménské apoštolské církve
- 1952
  - Glenn Hughes, britský baskytarista (Deep Purple)
  - Joe Strummer, britský hudebník a zpěvák (The Clash) († 22. prosince 2002)
- 1954 – James Charles Kopp, americký radikál
- 1956 – Kim Cattrall, kanadsko-americká herečka britského původu
- 1957
  - Budgie, britský bubeník
  - Bernard Verlhac, francouzský karikaturista († 7. ledna 2015)
- 1967
  - Carrie-Anne Mossová, americká herečka
  - Stéphane Charbonnier, francouzský karikaturista († 7. ledna 2015)
  - Serj Tankian, arménsko-americký zpěvák
- 1969 – Nathan Jones, australský wrestler
- 1971 – Liam Howlett, britský hudebník (The Prodigy)
- 1978 – Jesús España, španělsky atlet
- 1984 – Alizée, francouzská zpěvačka
- 1986 – Usain Bolt, jamajský sprinter
- 1988 – Robert Lewandowski, polský fotbalista
- 1989 – Rob Knox, britský herec († 24. května 2008)
- 1999 – Kai Lightner, americký sportovní lezec

## Úmrtí
Automatický abecedně řazený seznam viz Kategorie:Úmrtí 21. srpna

### Česko

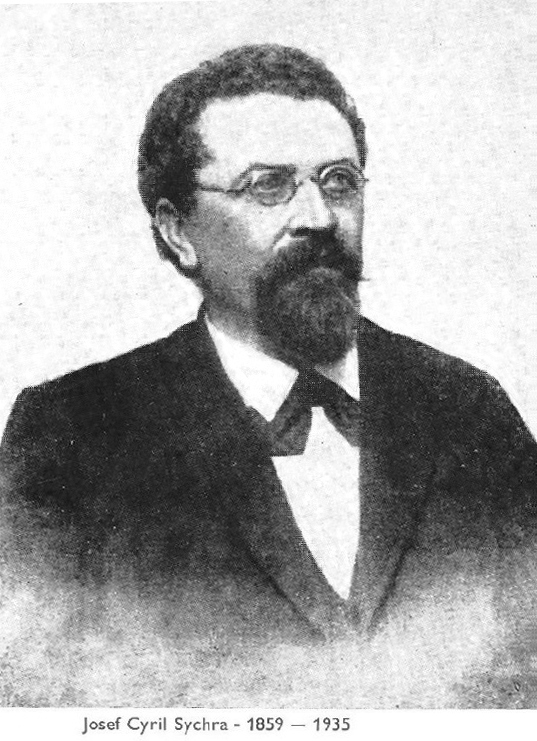
Josef Cyrill Sychra († 1935)

- 1421 – Martin Húska, táborský kněz (* ?)
- 1838 – Kristián Kryštof Clam-Gallas, šlechtic a vlastenec (* 3. září 1771)
- 1910 – Vavřinec Svátek, advokát a politik (* 8. srpna 1828)
- 1917 – Karel Ferdinand Rudl, hudební skladatel (* 9. prosince 1853)
- 1934 – František Myslivec, kněz, folklorista a spisovatel (* 20. října 1873)
- 1935 – Josef Cyrill Sychra, hudební skladatel, sbormistr a hudební pedagog (* 12. března 1859)
- 1938 – Jan Jursa, autor slabikářů a učebnic češtiny (* 27. srpna 1853)
- 1943 – Vilda Jakš, boxer, několikanásobný mistr Československa a vicemistr světa (* 25. dubna 1910)
- 1953 – Jan Plesl, politik, oběť komunismu (* 21. prosince 1898)
- 1963 – Ota Čermák, hráč na elektrické varhany (* 10. dubna 1919)
- 1964
  - Rudolf Col, katolický teolog a biblista (* 29. října 1902)
  - Miloš Vávra, lékař a amatérský herec (* 1. ledna 1894)
  - Bedřich Karen, divadelní a filmový herec (* 15. října 1887)
- 1968 – Karel Duba, kytarista, hudební skladatel a kapelník (* 29. září 1929)
- 1969 – Danuše Muzikářová, oběť komunistického režimu (* 13. července 1951)
- 1978 – Edvard Valenta, spisovatel, básník a publicista (* 22. ledna 1901)
- 1983 – Ladislav Stejskal, malíř a pedagog (* 11. května 1910)
- 1988
  - Pavel Kopta, textař, překladatel a divadelní scenárista (* 11. září 1930)
  - Hans Günther Adler, spisovatel a historik (* 2. července 1910)
- 1993 – Zdeněk Kvíz, astronom a fyzik (* 4. března 1932)
- 1998 – Arnošt Sádlík, kytarista, loutnista a hudební pedagog (* 27. května 1927)
- 2008 – Vladimír Hrabánek, herec (* 22. ledna 1938)
- 2012
  - Mojmír Povolný, předseda Rady svobodného Československa (* 25. listopadu 1921)
  - Jan Štern, novinář, publicista a básník (* 1. listopadu 1924)
- 2014 – Bohumila Grögerová, spisovatelka (* 7. srpna 1921)

### Svět

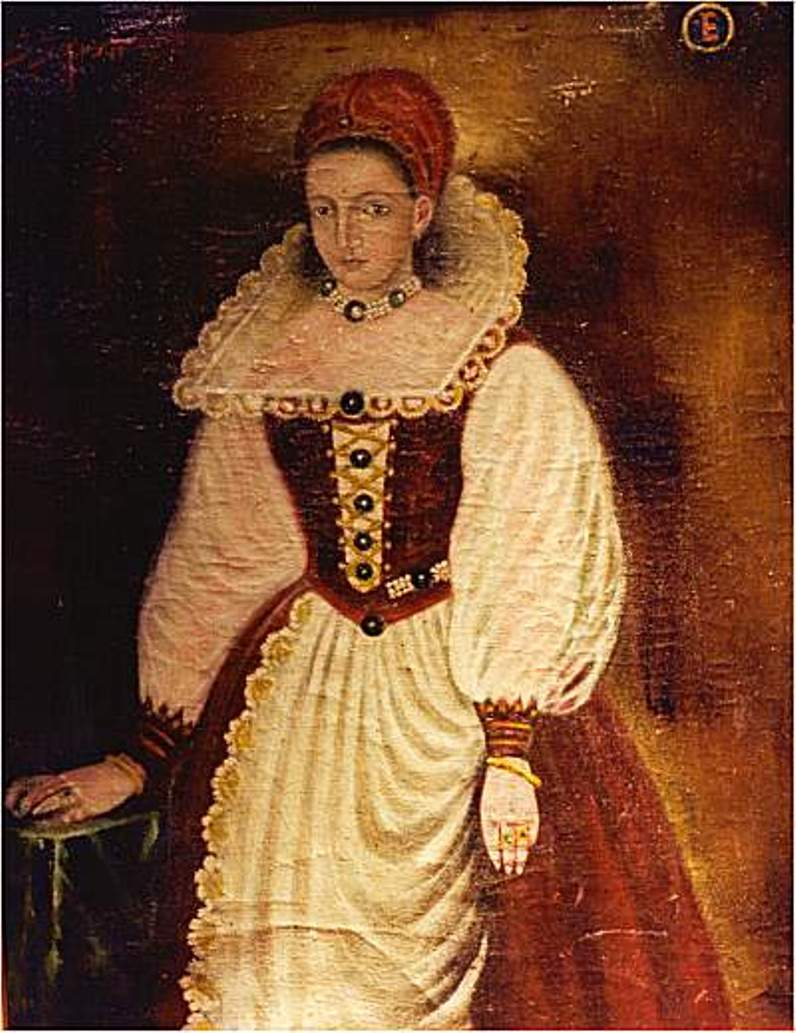
Alžběta Báthoryová († 1614)

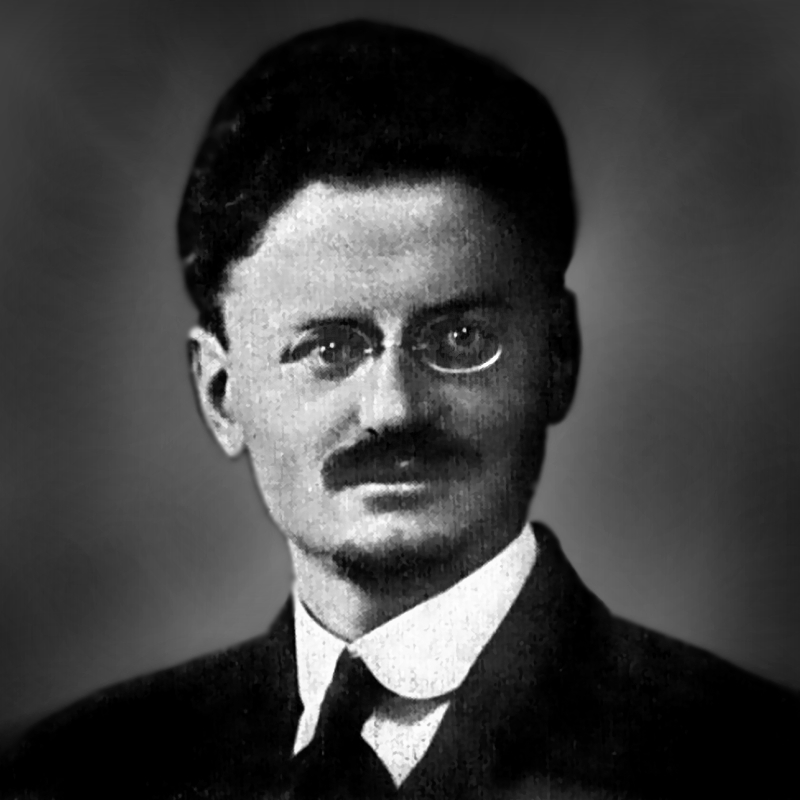
Lev Trockij († 1940)

- 1131 – Balduin II. Jeruzalémský, král jeruzalémský, hrabě edesský a regent antiochijský (* ?)
- 1157 – Alfons VII. Kastilský, král Leónu a Kastílie a hrabě barcelonský (* 1. března 1105)
- 1271 – Alfons z Poitiers, syn francouzského krále Ludvíka VIII., hrabě z Poitiers a Toulouse (* 11. listopadu 1220)
- 1534 – Philippe Villiers de L'Isle-Adam, velmistr johanitů (* 1464)
- 1568 – Jean Parisot de La Valette, velmistr Maltézského řádu, zakladatel La Valletty (* ? 1494)
- 1614 – Alžběta Báthoryová, uherská hraběnka, přezdívaná Čachtická paní (* 1560)
- 1666 – Isabela d'Este, parmská vévodkyně (* 3. října 1635)
- 1723 – Dimitrie Cantemir, rumunský politik, učenec a spisovatel (* 26. října 1673)
- 1762 – Mary Wortley Montagu, anglická spisovatelka (* 26. května 1689)
- 1775 – Daher el-Omar, arabský vládce Galileje (* asi 1690)
- 1784 – Jozef Bencúr, slovenský evangelický kněz a spisovatel (* 28. února 1728)
- 1813 – Žofie Magdalena Dánská, švédská královna (* 3. července 1746)
- 1814 – Benjamin Thompson, americký fyzik a vynálezce (* 26. března 1753)
- 1819 – Chajim Farchi, galilejský vládce (* 1760)
- 1845 – Vincent-Marie Viénot de Vaublanc, francouzský politik (* 14. března 1756)
- 1821 – Adam Bartsch, rakouský mědirytec, grafik a spisovatel (* 17. srpna 1757)
- 1823 – Markos Botsaris, generál Řecké osvobozenecké války (* 1790)
- 1836 – Claude-Louis Navier, francouzský fyzik a technik (* 15. února 1785)
- 1838 – Adelbert von Chamisso, německý básník a botanik (* 30. ledna 1781)
- 1884 – Giuseppe De Nittis, italský malíř (* 25. února 1846)
- 1905 – Jules Oppert, německo-francouzský asyrolog (* 9. července 1825)
- 1906 – Edmund von Krieghammer, ministr války Rakouska-Uherska (* 4. června 1832)
- 1919 – Lawrence Doherty, anglický tenista (* 8. října 1875)
- 1921 – Ernest Daudet, francouzský spisovatel a novinář (* 31. května 1837)
- 1927 – William Burnside, anglický matematik (* 2. července 1852)
- 1935 – John Hartley, anglický tenista (* 9. ledna 1849)
- 1940 – Lev Davidovič Trockij, ruský revolucionář (* 7. listopadu 1879)
- 1942
  - Brunon Zembol, polský kněz blahoslavený v roce 1999 (* 7. září 1905)
  - Vladimir Burcev, ruský revoluční aktivista a spisovatel (* 17. listopadu 1862)
- 1943
  - Henrik Pontoppidan, dánský spisovatel, nositel Nobelovy ceny (* 1857)
  - Marián Blaha, diecézní biskup banskobystrické diecéze (* 11. června 1869)
- 1947 – Ettore Bugatti, italský automobilový konstruktér (* 15. září 1881)
- 1950 – Natálie Konstantinovićová, princezna Černé Hory (* 10. října 1882)
- 1952 – Jicchak Sade, velitel Hagany a spolutvůrce izraelské armády (* 19. srpna 1890)
- 1957 – Harald Ulrik Sverdrup, norský meteorolog, oceánograf a polárník (* 15. listopadu 1888)
- 1964 – Palmiro Togliatti, italský politik, předseda Italské komunistické strany (* 1893)
- 1972 – Dai Vernon, kanadský iluzionista (* 11. června 1894)
- 1974 – Buford Pusser, šerif z McNairy County (* 12. prosince 1937)
- 1978
  - Norbert Conrad Kaser, jihotyrolský rebelující spisovatel a básník (* 19. dubna 1947)
  - Rhys Davies, velšský spisovatel (* 9. listopadu 1901)
- 1979 – Giuseppe Meazza, italský fotbalista (* 23. srpna 1910)
- 1982 – Sobhuza II., svazijský král (* 22. července 1899)
- 1990 – Slavomír Stračár, slovenský politik, ministr československých vlád (* 7. února 1935)
- 1991 – Wolfgang Hildesheimer, německý spisovatel, dramatik, grafik a malíř (* 9. prosince 1916)
- 1995 – Subrahmanyan Chandrasekhar, americký fyzik a matematik indického původu (* 19. října 1910)
- 1998 – Hans van Abeelen, nizozemský behaviorální genetik (* 20. listopadu 1936)
- 2001 – Juan Antonio Villacañas, španělský básník, esejista a kritik (* 10. ledna 1922)
- 2004 – Moše Šamir, izraelský spisovatel, publicista a politik (* 15. září 1921)
- 2005 – Robert Moog, americký vynálezce a průkopník elektronické hudby (* 23. května 1934)
- 2006 – Jizhar Smilansky, izraelský spisovatel, literární vědec, politik (* 27. září 1916)
- 2007
  - Hana Ponická, slovenská prozaička (* 1922)
  - Ján Dekan, slovenský archeolog (* 6. února 1919)
- 2010 – Chloé Graftiaux, belgická sportovní lezkyně (* 18. července 1987)
- 2012 – William Thurston, americký matematik a profesor 1946)
- 2013 – Charles Fullerton, americký astronaut (* 1936)
- 2014
  - Steven Nagel, americký vojenský letec a astronaut (* 1946)
  - Albert Reynolds, premiér Irska (* 3. listopadu 1932)
- 2018
  - Stefán Karl Stefánson, herec (* 10. července 1975)
- 2021
  - Don Everly, americký zpěvák, člen dua The Everly Brothers (* 1. února 1937)
  - Marie, kněžna lichtenštejnská (* 14. dubna 1940)

## Svátky

### Česko
- Johana

### Svět
- Maďarsko: Sámuel, Hajna
- Norsko: Ragnvald a Ragni
- Polsko: Franciszka, Joanna
- Slovensko: Jana
- Švédsko: Josefina
- Římskokatolický kalendář: svatý Pius X., papež
- Havaj: Den vstupu do USA (je-li pátek)
- Mezinárodní den památky obětem terorismu